# Carapicuíba
Carapicuíba is een Braziliaanse gemeente in de deelstaat São Paulo.  De gemeente telt 387.121 inwoners (schatting 2022). De stad maakt deel uit van de grootstedelijke mesoregio São Paulo.

## Geografie

### Hydrografie
De stad ligt aan de rivier de Tietê. De rivieren de Cotia en Ribeirão Carapicuíba monden uit in de Tietê en maken deel uit van de gemeentegrens.

### Aangrenzende gemeenten
De gemeente grenst aan Barueri, Cotia, Jandira en Osasco.